# 白塔之光
《白塔之光》（英語：The Shadowless Tower）是一部2023年上映的中國電影，由中國朝鮮族導演张律編導，辛柏青、黃堯、田壯壯領銜主演，南吉、李勤勤、王宏偉、王奕雯主演。本片入選第73屆柏林影展正式競賽單元，為導演張律繼2007年的《沙漠之夢》入選第57屆柏林影展正式競賽單元後相隔16年再度入選。

## 演員陣容
- 辛柏青 飾 谷文通
- 黃堯 飾 歐陽文慧
- 田壯壯 飾 谷運來
- 南吉
- 李勤勤
- 王宏偉
- 王奕雯

## 荣誉
| 年份 | 頒獎單位             | 獎項           | 入圍者       | 結果 |
| ---- | -------------------- | -------------- | ------------ | ---- |
| 2023 | 第73屆柏林影展       | 金熊獎         | 《白塔之光》 | 提名 |
| 2023 | 第13屆北京國際電影節 | 最佳影片獎     | 《白塔之光》 | 提名 |
| 2023 | 第13屆北京國際電影節 | 最佳男主角獎   | 辛柏青       | 獲獎 |
| 2023 | 第13屆北京國際電影節 | 最佳男配角獎   | 田壯壯       | 獲獎 |
| 2023 | 第13屆北京國際電影節 | 最佳編劇獎     | 張律         | 獲獎 |
| 2023 | 第13屆北京國際電影節 | 最佳藝術貢獻獎 | 《白塔之光》 | 獲獎 |
| 2023 | 第13屆北京國際電影節 | 最佳攝影獎     | 朴松日       | 獲獎 |
| 2023 | 第36屆中國電影金雞獎 | 最佳女主角     | 黃堯         | 提名 |
| 2023 | 第36屆中國電影金雞獎 | 最佳摄影       | 朴松日       | 提名 |
| 2023 | 第45屆南特影展       | 金熱氣球獎     | 《白塔之光》 | 獲獎 |

## 外部連結
- 互联网电影数据库（IMDb）上《白塔之光》的资料（英文）
- 豆瓣电影上《白塔之光》的資料 （简体中文）